# Tabanus glaucus
Tabanus glaucus är en tvåvingeart som beskrevs av Christian Rudolph Wilhelm Wiedemann 1819. Tabanus glaucus ingår i släktet Tabanus och familjen bromsar. Inga underarter finns listade i Catalogue of Life.